# عبدالعزیز ساچادینا
عبدالعزیز عبدالحسین ساچادینا (به انگلیسی: Abdulaziz Abdulhussein Sachedina) اسلام‌شناس و استاد مطالعات مذهبی دانشگاه ویرجینیا است. زمینه‌های تحقیق و تدریس او اسلام‌شناسی به خصوص شیعه، اخلاق زیستی، اسلام در دوران معاصر، دموکراسی و حقوق بشر در اسلام بوده‌است.

## زادگاه و تبار
ساچادینا در خانواده‌ای هندی‌تبار شیعه در تانزانیا در شرق آفریقا به دنیا آمد.

## تحصیلات
او مدرک کارشناسی در مطالعات اسلامی را از دانشگاه اسلامی علیگر دریافت نمود. سپس در سال ۱۹۶۷ میلادی به ایران رفت و در رشته کارشناسی زبان و ادبیات فارسی در دانشگاه فردوسی مشهد تحصیل کرد. او در دوران تحصیلش در ایران، به تحصیلات حوزوی در مشهد، قم و نجف نیز پرداخت. در این زمان با حلقه بزرگی از متفکران شیعه مانند علی شریعتی آشنا شد. او همچنین با روحانیان و فعالان مذهبی آشنا شد که بسیاری از آنان بعدها به رده‌های بالای حکومت جمهوری اسلامی ایران رسیدند.
او یکی از شاگردان سید جلال‌الدین آشتیانی و از هم کلاسان آکیرو ماتسوموتو فیلسوف و اسلام‌شناس ژاپنی در دانشگاه فردوسی مشهد بوده است. 

## مهاجرت به غرب
ساچادینا در سال ۱۹۷۲ به کانادا رفت و کارشناسی ارشد و دکترای خود را در دانشگاه تورنتو در رشته مطالعات اسلامی دریافت کرد. او پس از پایان تحصیل به تدریس و تحقیق در دانشگاه‌های مختلف آمریکا، کانادا، ایران، اردن و سایر کشورهای خاورمیانه پرداخت. او علاوه بر کار دانشگاهی از مشاوران وزارت دفاع آمریکا در امور خاورمیانه بود. از کارهای او مشاوره در تدوین قانون اساسی عراق پس از سقوط صدام بود که از سال ۲۰۰۵ اجرایی شد.

## واکنش‌ها به برخی اقدامات او
او علاوه بر فعالیت‌های دانشگاهی و مشاوره به وزارت دفاع آمریکا، به فعالیت‌های فرهنگی در مراکز اسلامی آمریکای شمالی پرداخته‌است. به دنبال سخنرانی‌های او در یکی از مراکز اسلامی و دیدگاه‌های پلورالیستی او دربارهٔ مذاهب، سید علی سیستانی بیانه‌ای علیه ساچادینا در سال ۱۹۹۸ صادر کرد و مسلمانان را از گوش فرادادن به آموزه‌های ساچادینا نهی کرد. ساچادینا خود در رساله‌ای به نام «در نجف چه گذشت» اتفاقاتی که باعث این نظر آیت‌الله سیستانی شده را توضیح داده‌است.
اما مراجع دیگر چنین نظری در مورد ایشان ابراز نکرده‌اند و به عنوان مثال آیت الله صافی گلپایگانی از ایشان به جهت ترجمه کتابی از آیت‌الله امینی در مورد امام زمان تشکر ویژه کرده‌است. متن این نامه در پایگاه اینترنتی حوزه علمیه قم نیز ارائه شده‌است.

## زبان‌های گفتاری و نوشتاری
ساچادینا به زبان‌های هندی، اردو، فرانسه، فارسی، عربی، سواحیلی، انگلیسی، گجراتی تسلط داشته و با زبان‌های ترکی و آلمانی نیز آشنایی دارد.

## اعتقادات در مورد تشیع و ایران
ساچادینا یکی از اندیشمندان شیعی به‌شمار می‌رود که به ابراز شعایر دینی نیز پایبند است. او همچنین در کتاب مهدویت در اسلام از آموزه مهدویت در تشیع دفاع کرده‌است و این موضوع را در سخنرانی‌ها و کنفرانس‌های متعدد خود بیان کرده‌است. به زعم وی ایران اصلی‌ترین کانون تشیع به‌شمار می‌رود و هیچ‌کجای دنیا حاوی فرهنگ غنی ای چون ایران نیست. او به جوانان ایرانی توصیه می‌کند که این فرهنگ را به راحتی از دست ندهید.
وی در یکی از مصاحبه‌های خود چنین گفته‌است: «من ایرانی نیستم، اما از نظر روحی یک ایرانی هستم؛ چون حرم امام رضا (ع) در ایران قرار دارد و من خود را خارجی نمی‌دانم و امیدوارم شما ایرانی‌ها مرا بپذیرید.»

## نقد فرهنگ غرب
ساشادینا در کنار اعتقاد به فرهنگ شیعی، به انتقاد از فرهنگ منفعت مدارانه غرب می‌پردازد. او معتقد است تداوم این فرهنگ با عدم آزادی اساتید آزاداندیش در دانشگاه‌های آمریکا محقق می‌شود. او در یکی از سخنان خود می‌گوید: «مسئولان دانشگاه به ما استادان تأکید می‌کردند که نباید در دانشگاه اظهار عقیده کنید و فقط باید به تدریس خود بپردازید و اگر به ترویج دین اسلام بپردازید اخراج می‌شوید.»
او نیز همانند هانری کوربن معتقد است تشیع جایگزین مناسبی برای مکاتب مادی غرب است که انسان معاصر را گرفتار منطق سرکوبگرانه خود کرده‌است. وی در یکی از جلسات سخنرانی خود دربارهٔ فلسفه عاشورا که در ماه محرم سال ۹۲ در منطقه ولنجک تهران برگزار شد اعلام کرد که «تصور نکنید آمریکا الگوی جهان کنونی است؛ این ایران است که الگوست.» با وجود این ساچادینا به‌طور مرتب از عدم امکان ظهور پتانسیل تشیع در غرب انتقاد کرده‌است و معتقد است «مروجان دین اسلام از دانشگاه‌های آمریکا اخراج می‌شوند.» او این نکته را چنین بیان می‌کند: «دختران و پسران آمریکایی به من می‌گویند به من نماز یاد بدهید و من به آن‌ها می‌گویم فقط می‌توانم در دانشگاه دین‌شناسی به شما بیاموزم؛ و وقتی دلیل این امر را از دانشجویان جویا می‌شوم آنان اعلام می‌کنند چون در اسلام صلح و سلامتی می‌بینیم.»

## نوشته‌ها
- The Just Ruler in Shi'ite Islam: The Comprehensive Authority of the Jurist in Imamite Jurisprudence Oxford University Press Inc (USA), 1998, ISBN 0-19-511915-0
- The Islamic Roots of Democratic Pluralism انتشارات دانشگاه آکسفورد Inc (USA), 2000, شابک ‎۰−۱۹−۵۱۳۹۹۱−۷
- The Islamic World: Past and Present جان اسپوزیتو (Editor), Abdulaziz Abdulhussein Sachedina (Editor): Oxford University Press Inc (USA), 2004, ISBN 0-19-516520-9
- Islamic Biomedical Ethics انتشارات دانشگاه آکسفورد (USA), 2009, شابک ‎۰−۱۹−۵۳۷۸۵۰−۴
- Islamic Messianism State Univ of New York Press (USA), 1981, ISBN 0-87395-458-0
- Human Rights and the Conflict of Cultures co-authored with David Little and John Kelsay: South Carolina Press (USA), 1988, ISBN 0-87249-533-7
- Prolegomena to the Qur'an" being trans of Abu al-Qasim al-Khui's Al-Bayan انتشارات دانشگاه آکسفورد (USA), 1988
- Recueil de textes du professeur Abdulaziz Sachedina, Editions Publibook (France), 2008, ISBN 978-2-7483-4253-6
- Islamic messianism: the idea of Mahdī in twelver Shīʻism, State University of New York, 1981, ISBN 0-87395-442-4